# 斯波爾丁 (愛荷華州)
斯波爾丁（英語：Spaulding）是位於美國愛荷華州猶尼昂縣的一個非建制地區。該地的面積和人口皆未知。

## 地理
斯波爾丁所處的海拔為高於海平面403米（即1322英呎），而該地所採用的時區為UTC-6，即北美中部時區（CST）。同時該地設有夏令時間，為UTC-6調快一小時，即UTC-5（CDT）。